# Coelogyne judithiae
Coelogyne judithiae é uma espécie de orquídea epífita, família Orchidaceae, originária das montanhas de Taiping, na Península da Malásia.